# Локомотиви БДЖ серия 45.00
Локомотивите серия 45.00 са поръчани специално за обслужване на тежките въглищни влакове в участъка Перник - София. Това са първите локомотиви с шест свързани колооси в БДЖ. Котлите на тези локомотиви са с много малко различия спрямо тези на серия 19.00 и серия 28.00 и са най-големите в България до 1930 г. до доставката на серия 01.00.
След около 25-годишна експлоатация, подобно на серия 28.00, е направена реконструкция на всички локомотиви. Като „Компаунд“ – машини те са тромави, не използват пълноценно сцепното си тегло, неравномерен ход и др. След 1948 г. всички машини са „Цвилинг“, с клапаново пароразпределение „Ленц“ и с прегревател на парата. Тази модернизация ги връща сериозно обновени за около 20-години интензивна работа.
Оборудвани са с двустъпална въздушна помпа и с автоматична и допълнителна въздушна спирачка. Ръчната и въздушната спирачка действат на всички колооси.
Изпълняват първоначалното си предназначение до началото на 30-те години до доставката на серия 46.00. След това се използват за помощни в големите нагорнища около София, а след навлизането на дизелова и електрическа тяга всички са бракувани към 1972 - 1973 г., последният през 1974 г. За музейната колекция на БДЖ е запазен локомотив 45.06.

## Експлоатационни и фабрични данни за локомотивите серия 45.00[2]
| Експлоатационен номер | Експлоатационен номер | фабр. №/ година | Бележки                         |
| доставен              | от 1936 г.            | фабр. №/ година | Бележки                         |
| --------------------- | --------------------- | --------------- | ------------------------------- |
| 4001                  | 45.01                 | 9991/1922       | Бракуван 1972 г.                |
| 4002                  | 45.02                 | 9992/1922       | Бракуван 1972 г.                |
| 4003                  | 45.03                 | 9993/1922       | Бракуван 1973 г.                |
| 4004                  | 45.04                 | 9994/1922       | Бракуван 1972 г.                |
| 4005                  | 45.05                 | 9995/1922       | Бракуван 1973 г.                |
| 4006                  | 45.06                 | 9996/1922       | Бракуван 1973 г. Музеен 1993 г. |
| 4007                  | 45.07                 | 9997/1922       | Бракуван 1974 г.                |
| 4008                  | 45.08                 | 9998/1922       | Бракуван 1972 г.                |
| 4009                  | 45.09                 | 9999/1922       | Бракуван 1972 г.                |
| 4010                  | 45.10                 | 10000/1922      | Бракуван 1973 г.                |